# Liste der Monuments historiques in Plessis-Barbuise
Die Liste der Monuments historiques in Plessis-Barbuise führt die Monuments historiques in der französischen Gemeinde Plessis-Barbuise auf.

## Liste der Objekte
| Bezeichnung                        | Beschreibung                                                  | Standort                           | Kennzeichnung | Schutzstatus | Datum | Bild |
| ---------------------------------- | ------------------------------------------------------------- | ---------------------------------- | ------------- | ------------ | ----- | ---- |
| Hauptaltar                         | Retabel; Holz, farbig gefasst und vergoldet, 18. Jahrhundert  | in der Kirche St-Barthélémy (Lage) | PM10004051    | Inscrit      | 1979  |      |
| Lesepult                           | Schmiedeeisen, Holz, bemalt und vergoldet, 18. Jahrhundert    | in der Kirche St-Barthélémy (Lage) | PM10004053    | Inscrit      | 1979  |      |
| Skulptur Madonna mit Kind          | Kalkstein, farbig gefasst, zweite Hälfte des 16. Jahrhunderts | in der Kirche St-Barthélémy (Lage) | PM10004055    | Inscrit      | 1979  |      |
| Prozessionsstab Heiliger Nikolaus  | Holz, farbig gefasst, 18. Jahrhundert                         | in der Kirche St-Barthélémy (Lage) | PM10004068    | Inscrit      | 1979  |      |
| Prozessionsstab mit einem Heiligen | Holz, farbig gefasst, 18. Jahrhundert                         | in der Kirche St-Barthélémy (Lage) | PM10004052    | Inscrit      | 1979  |      |
| Kreuzigungsgruppe                  | Holz, farbig gefasst, 16. Jahrhundert                         | in der Kirche St-Barthélémy (Lage) | PM10004054    | Inscrit      | 1979  |      |
| Skulptur Johannes der Täufer       | Kalkstein, farbig gefasst, 19. Jahrhundert (?)                | in der Kirche St-Barthélémy (Lage) | PM10004056    | Inscrit      | 1979  |      |